# Тилландсия пурпурная
Тилландсия пурпурная (лат. Tillandsia purpurea) — вид однодольных растений рода Тилландсия (Tillandsia) семейства Бромелиевые (Bromeliaceae). Вид описан испанскими ботаниками Иполито Руисом Лопесом и Хосе Павоном-и-Хименесом в 1802 году.

## Этимология
Видовой эпитет purpurea — «пурпурная» указывает на цвет брактей.

## Биологическое описание
Листья 6—19 см длиной, толстые, ксероморфные, влагалища практически не выражены.
Соцветие — кисть, состоящая из отдельных колосков. Брактеи пурпурные. Цветки до 1 см длиной, лепестки белые с фиолетовым краем.

## Распространение и экология
Встречается в прибрежных пустынях Перу и северного Чили, где не имея корня, лежит на песке. Образует большие заросли, чистые или с участием других видов тилландсий (Tillandsia latifolia, Tillandsia virescens, Tillandsia paleacea и др).